# Зенонас Ганусаускас
Зенонас Ганусаускас (лит. Zenonas Ganusauskas; нар. 17 травня 1920 — пом. 26 лютого 1993) — литовський радянський спортсмен. У футболі виступав на позиції півзахисника, в хокеї — в центрі атаки.

## Спортивна кар'єра
Одинадцять сезонів захищав кольори вільнюського «Спартака». 1953 року литовці грали в елітній радянській лізі. Всього провів у чемпіонаті 242 матчі, 36 голів; у кубку — 13 матчів, 4 голи.
У перших чотирьох чемпіонатах СРСР з хокею виступав за команди «Динамо» (Каунас), «Спартак» (Каунас) і «Спартак» (Москва). В сезоні 1949/50 увійшов до п'ятірки найрезультативніших гравців турніру — 25 закинутих шайб.
Відразу після завершення ігрової кар'єри і до 1976 року працював тренером у вільнюських командах «Спартак» і «Жальгіріс». 1968 року очолював клуб.

## Статистика
Футбольна статистика:
| Сезон             | Команда             | Чемпіонат         | Чемпіонат | Чемпіонат | Кубок | Кубок |
| Сезон             | Команда             | Ліга              | Ігри      | Голи      | Ігри  | Голи  |
| ----------------- | ------------------- | ----------------- | --------- | --------- | ----- | ----- |
| 1947              | «Динамо» (Вільнюс)  | Д-2               | 24        | 2         | 1     | 0     |
| 1948              | «Спартак» (Вільнюс) | Д-2               | 26        | 4         | —     | —     |
| 1949              | «Спартак» (Вільнюс) | Д-2               | 25        | 3         |       | 2     |
| 1950              | «Спартак» (Вільнюс) | Д-2               | 23        | 7         | —     | —     |
| 1951              | «Спартак» (Вільнюс) | Д-2               | 32        | 5         | 1     | 0     |
| 1952              | «Спартак» (Вільнюс) | Д-2               | 18        | 1         | 2     | 0     |
| 1953              | «Спартак» (Вільнюс) | Д-1               | 18        | 1         | 1     | 0     |
| 1954              | «Спартак» (Вільнюс) | Д-2               | 21        | 6         | 3     | 1     |
| 1955              | «Спартак» (Вільнюс) | Д-2               | 10        | 0         | 3     | 1     |
| 1956              | «Спартак» (Вільнюс) | Д-2               | 22        | 4         | —     | —     |
| 1957              | «Спартак» (Вільнюс) | Д-2               | 23        | 3         | 1     | 0     |
| Усього за кар'єру | Усього за кар'єру   | Усього за кар'єру | 242       | 36        | 13    | 4     |

Хокейна статистика:
| Сезон             | Команда            | Чемпіонат         | Чемпіонат | Чемпіонат |
| Сезон             | Команда            | Ліга              | Ігри      | Голи      |
| ----------------- | ------------------ | ----------------- | --------- | --------- |
| 1946/47           | «Динамо» (Каунас)  | Д-1               |           | 7         |
| 1947/48           | «Спартак» (Каунас) | Д-1               |           | 16        |
| 1948/49           | «Спартак» (Москва) | Д-1               |           | 7         |
| 1949/50           | «Спартак» (Москва) | Д-1               |           | 25        |
| Усього за кар'єру | Усього за кар'єру  | Усього за кар'єру | 80        | 55        |